# 渡部芳紀
渡部芳紀（わたべ よしのり、1940年9月12日-　）は、日本文学研究者、中央大学名誉教授。宮沢賢治、太宰治、石川啄木など日本近代文学を専門とする。2020年瑞宝中綬章受章。

## 経歴
東京生まれ。東京大学文学部卒業、1971年同大学院人文科学研究科博士課程満期退学。1967年武蔵高等学校教諭、1971年立正大学教養部専任講師、1975年助教授、1976年中央大学文学部助教授、1984年教授。1986年日本近代文学会評議員。2011年定年退任、名誉教授。退任後は岩手県下閉伊郡山田町に移住した。2020年春、瑞宝中綬章受章。
妻の渡部紀子は芹沢光治良の研究者。

## 著書
- 『太宰治心の王者』洋々社、1984
- 『宮沢賢治名作の旅』至文堂、1992　「国文学解釈と鑑賞」別冊
- 『探訪太宰治の世界』ゼスト出版事業部、1998　探訪シリーズ
- 『太宰治』日本放送出版協会、2006　NHKシリーズ. NHKカルチャーアワー. 文学探訪

### 共編
- 『太宰治 作品論』東郷克美共編　双文社出版、1974
- 『太宰治大事典』志村有弘共編　勉誠出版、2005
- 『芹沢光治良 世界に発信する福音としての文学』野乃宮紀子共編　至文堂、2006　「国文学解釈と鑑賞」別冊
- 『「文学」の地図帳 ビジュアルで味わう!名場面や作家の足跡!』監修 イーメディア編　技術評論社、2006 ISBN 9784774128955
- 『一冊で名作がわかる太宰治』監修 小石川文学研究会編　ロングセラーズ、2007
- 『宮沢賢治大事典』勉誠出版、2007

## 参考
- 渡部芳紀教授 年譜・業績『紀要. 言語・文学・文化』2011-03